# City of York

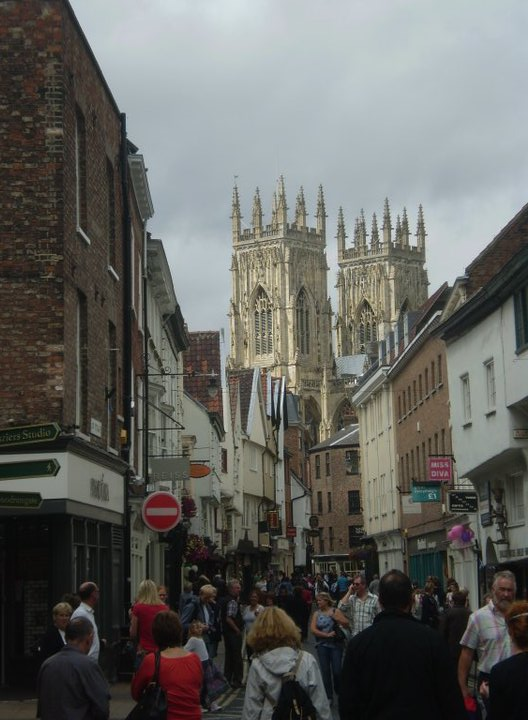
York

York ist eine Unitary Authority mit dem Status eines Borough in der Zeremoniellen Grafschaft North Yorkshire in England. Im Jahr 2011 hatte es 198.051 Einwohner. Auf dem Gebiet von York bestehen 31 Gemeinden (Parishes). York wurde am 1. April 1996 gegründet.